# Сен-Самсон
Сен-Самсо́н (фр. Saint-Samson) — коммуна во Франции, находится в регионе Нижняя Нормандия. Департамент коммуны — Кальвадос. Входит в состав кантона Дозюле. Округ коммуны — Лизьё.
Код INSEE коммуны — 14657.

## Население
Население коммуны на 2010 год составляло 333 человека.
| 1962 | 1968 | 1975 | 1982 | 1990 | 1999 | 2010 |
| ---- | ---- | ---- | ---- | ---- | ---- | ---- |
| 196  | 189  | 200  | 211  | 317  | 322  | 333  |

## Экономика
В 2010 году среди 230 человек трудоспособного возраста (15—64 лет) 168 были экономически активными, 62 — неактивными (показатель активности — 73,0 %, в 1999 году было 72,6 %). Из 168 активных жителей работали 154 человека (79 мужчин и 75 женщин), безработных было 14 (6 мужчин и 8 женщин). Среди 62 неактивных 17 человек были учениками или студентами, 31 — пенсионерами, 14 были неактивными по другим причинам.